# گاو نر مقدس

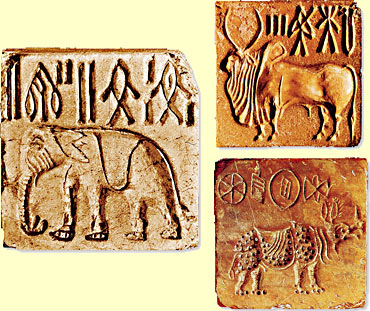
تراشیدن نقش و نگار گاو در معابد و پرستشگاه ها.

گاو نر مقدس (انگلیسی: Sacred bull) حکایت از این دارد که بسیاری از مردم در سراسر جهان در یک برهه از زمان گاو نر را به عنوان مقدس گرامی داشته‌اند. مردوک در آیین سومری «گاو نر اوتو» است. در آیین هندو و در صورت فلکی ثور هم گاو نر مقدس دیده می‌شود. گاو نر، خواه حالت قمری مانند بین‌النهرین یا خورشیدی مانند هند، موضوع تجسمی فرهنگی و مذهبی مشترک بوده‌است.

## گوساله سامری
داستان گوساله سامری به جریان فکری گاو نر مقدس پرستی اشاره دارد که طی آن، به دلیل، علاقه ای که یهودیان تحت این فرهنگ به این خدا پیدا کردند، شخصی به نام سامری توانسته بود با طلاهای دزدیده شده از مصریان توسط یهودیان، برای آنها گوساله طلایی بسازد.
کنعانیان ال که بزرگ‌ترین خدایشان بود را «گاو نر» می‌نامیدند. قدیمی‌ترین معابد کشف‌شده بنی‌اسرائیل از قرن دوازدهم قبل از میلاد، مذبح‌هایی در فضای آزاد هستند. در این معابد، مجسمه‌هایی گاو نر برنزی یافت شده که یادآور ال است زیرا یکی از شیوه‌های نمایش ال در دین کنعانی، نمایش او در ظاهر گاوی نر بود. این مذبح‌ها مکانی برای برگزاری جشن‌ها، تقدیم قربانی، قسم‌خوردن و حل اختلافات قانونی بودند.

## آپیس
در دین مصر باستان، آپیس یا هاپیس، گاو مقدسی بود که در منطقه ممفیس مورد پرستش قرار می‌گرفت.
پرستش گاو آپیس و مراسم نگاهداری مومیائی‌های گاوهای آپیس مرده، تیمار گاو آپیس زنده و رسم قربانی کردن هرساله برای آن، خود محل کسب و درآمد خوبی برای کاهنان معبد پتاه و ایادی و وابستگانشان که کم هم نبودند، بود. و از دست دادن این منابع مالی که نفوذ و شان اجتماعی را نیز به همراه داشت، طبیعتاً موجی از مخالفت‌های کاهنین و در پی تحریکات ایشان اغتشاشات اجتماعی را بدنبال آورد.

## کمبوجیه
هرودوت تاریخنگار، گزارش کرده‌است که، به کمبوجیه این اتهام زده شده که او گاو آپیس را با خنجر زخمی‌کرده‌است و این گاو چندی بعد بر اثر زخم آن خنجر مرد.

## سراپیوم
سراپیوم (به انگلیسی: Serapeum) یک پرستشگاه است که وقف خدای یونانی-مصری سراپیس است. در این مکان گاوها درون گورهای عظیم تراشیده شده از سنگ خارای یکپارچه، تقریبأ به بلندی سه متر و درازای چهار متر با وزنی میان شصت تا هفتاد تن، با دقت دفن می‌شدند.

## آتلانتیس
بنا به نظر افلاطون «مقدس‌ترین» حیوان در نزد مردمان آتلانتیس، گاو نر بود که مظهر قدرت بشمار می‌رفت. و فقط به عنوان «برترین هدیه» صرفاً به پیشگاه اطلس با مراسمی شکوهمند در معبد بزرگ قربانی می‌شد، تا با فوران خونش سنگ‌های مرمر را رنگ‌آمیزی کند.